# Toktogul (distrikt)
Toktogul District är ett distrikt i Kirgizistan.   Det ligger i oblastet Zjalal-Abad Oblusu, i den västra delen av landet, 180 km sydväst om huvudstaden Bisjkek. Antalet invånare är 86 000. Arean är 7 815 kvadratkilometer.
Terrängen i Toktogul District är mycket bergig.